# کسب انرژی
انرژی هاروستینگ (Energy Harvesting) به فرآیند تولید برق از منابع انرژی محیطی اشاره دارد. این منابع می‌توانند شامل نور خورشید، گرما، ارتعاشات، امواج صوتی و غیره باشند. انرژی هاروستینگ کاربردهای مختلفی دارد، از جمله تامین انرژی دستگاه‌های الکترونیکی کوچک و قابل حمل، شارژ مجدد باتری‌ها، و تولید برق برای مناطق دورافتاده.

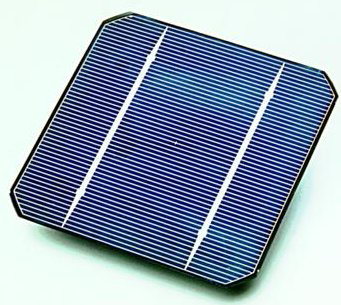
سلول خورشیدی

### انواع انرژی هاروستینگ
انواع مختلفی از انرژی هاروستینگ وجود دارد که هر کدام از آنها از یک منبع انرژی محیطی متفاوت استفاده می‌کنند. برخی از رایج‌ترین انواع انرژی هاروستینگ عبارتند از:

#### انرژی خورشیدی:
- انرژی خورشیدی یکی از رایج‌ترین انواع انرژی هاروستینگ است. این فناوری از سلول‌های خورشیدی برای تبدیل نور خورشید به برق استفاده می‌کند.
  - سلول‌های خورشیدی یکپارچه (Monocrystalline): این سلول‌ها از یک تک بلور سیلیکون ساخته شده‌اند و دارای بالاترین کارایی هستند.
  - سلول‌های خورشیدی چند کریستالی (Polycrystalline): این سلول‌ها از چندین بلور سیلیکون ساخته شده‌اند و دارای کارایی کمتری نسبت به سلول‌های خورشیدی یکپارچه هستند.
  - سلول‌های خورشیدی فیلم نازک (Thin-Film): این سلول‌ها از مواد نیمه‌رسانای نازک ساخته شده‌اند و دارای کارایی کمتری نسبت به سلول‌های خورشیدی یکپارچه و چند کریستالی هستند.

#### انرژی حرارتی:
- انرژی حرارتی از گرمای محیط برای تولید برق استفاده می‌کند. این فناوری از ترموالکتریسیته برای تبدیل گرما به برق استفاده می‌کند.
  - ترمال الکتریسیته اثر Seebeck: این نوع ترموالکتریسیته از اختلاف دما بین دو نقطه برای تولید برق استفاده می‌کند.
  - ترمال الکتریسیته اثر Peltier: این نوع ترموالکتریسیته از جریان برق برای انتقال گرما از یک نقطه به نقطه دیگر استفاده می‌کند.
  - ترمال الکتریسیته اثر Thomson: این نوع ترموالکتریسیته از اختلاف دما بین دو نقطه در یک ماده برای تولید برق استفاده می‌کند.

#### انرژی مکانیکی:
- انرژی مکانیکی از ارتعاشات، امواج صوتی، یا جریان هوا برای تولید برق استفاده می‌کند. این فناوری از مبدل‌های مکانیکی برای تبدیل انرژی مکانیکی به برق استفاده می‌کند.
  - انرژی مکانیکی ارتعاشی: این نوع انرژی از ارتعاشات اجسام برای تولید برق استفاده می‌کند.
  - انرژی مکانیکی صوتی: این نوع انرژی از امواج صوتی برای تولید برق استفاده می‌کند.
  - انرژی مکانیکی باد: این نوع انرژی از جریان هوا برای تولید برق استفاده می‌کند.انرژی مکانیکی باد

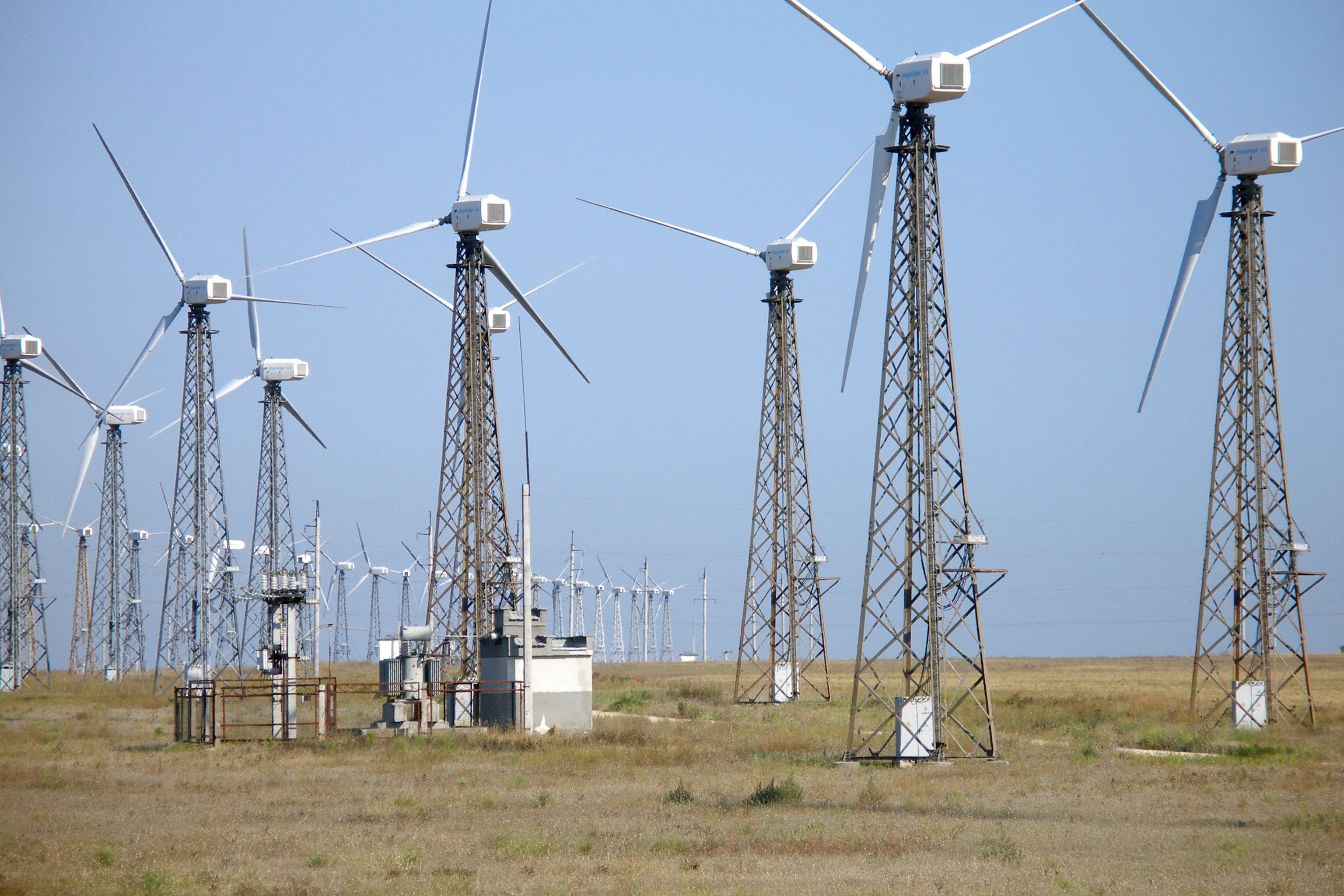
انرژی مکانیکی باد

### کاربردهای انرژی هاروستینگ
انرژی هاروستینگ کاربردهای مختلفی دارد، از جمله:
- تامین انرژی دستگاه‌های الکترونیکی کوچک و قابل حمل: انرژی هاروستینگ می‌تواند برای تامین انرژی دستگاه‌های الکترونیکی کوچک و قابل حمل مانند ساعت‌های هوشمند، دستگاه‌های ردیابی، و حسگرهای محیطی استفاده شود.
  - ساعت‌های هوشمند: انرژی هاروستینگ به ساعت‌های هوشمند امکان می‌دهد تا برای مدت طولانی‌تری بدون نیاز به شارژ مجدد، کار کنند.
  - دستگاه‌های ردیابی: انرژی هاروستینگ به دستگاه‌های ردیابی امکان می‌دهد تا برای مدت طولانی‌تری بدون نیاز به شارژ مجدد، کار کنند.
  - حسگرهای محیطی: انرژی هاروستینگ به حسگرهای محیطی امکان می‌دهد تا برای مدت طولانی‌تری بدون نیاز به شارژ مجدد، کار کنند.

### چالش‌های انرژی هاروستین
- انرژی هاروستینگ یک فناوری امیدوارکننده است که می‌تواند به کاهش وابستگی به منابع انرژی سنتی و بهبود بهره‌وری انرژی کمک کند. با این حال، این فناوری هنوز با چالش‌هایی روبرو است که باید بر آنها غلبه شود. برخی از چالش‌های انرژی هاروستینگ عبارتند از:
  - کارایی: یکی از چالش‌های اصلی انرژی هاروستینگ، پایین بودن کارایی آن است. این بدان معناست که تنها مقدار کمی از انرژی محیطی به برق تبدیل می‌شود. برای اینکه انرژی هاروستینگ بتواند به طور گسترده‌ای مورد استفاده قرار گیرد، باید کارایی آن بهبود یابد.
  - هزینه: هزینه انرژی هاروستینگ نیز یکی از چالش‌های این فناوری است. با این حال، انتظار می‌رود که با پیشرفت‌های تکنولوژیکی، هزینه انرژی هاروستینگ کاهش یاب
  - قابلیت اطمینان: انرژی هاروستینگ باید بتواند در شرایط مختلف محیطی، از جمله تغییرات دما، رطوبت، و نور، به طور قابل‌اعتماد کار کند.
  - ماندگاری: انرژی هاروستینگ باید بتواند برای مدت طولانی بدون نیاز به تعمیر یا نگهداری، کار کند.
  - حجم و وزن: انرژی هاروستینگ باید در اندازه و وزن کوچک باشد تا بتوان آن را در دستگاه‌های کوچک و قابل حمل استفاده کرد.

### تاریخچه
ایده انرژی هاروستینگ اولین بار در قرن نوزدهم مطرح شد. در سال 1831، مایکل فارادی کشف کرد که می‌توان از اختلاف دما بین دو نقطه برای تولید برق استفاده کرد. این کشف پایه‌ای برای توسعه فناوری ترموالکتریسیته شد، که یکی از انواع انرژی هاروستینگ است.
در سال 1887، هنری هولدن موفق شد اولین سلول خورشیدی را بسازد. این سلول از یک لایه نازک طلا به عنوان آند و یک لایه نازک نقره به عنوان کاتد استفاده می‌کرد. با این حال، کارایی این سلول‌ها بسیار پایین بود و تنها می‌توانستند مقدار کمی برق تولید کنند.
در دهه‌های 1950 و 1960، پیشرفت‌های تکنولوژیکی در زمینه‌های مختلف، از جمله نیمه‌رساناها، الکترونیک قدرت، و مواد، باعث شد که انرژی هاروستینگ به یک فناوری قابل‌اعتماد و مقرون‌به‌صرفه تبدیل شود. در این دوره، سلول‌های خورشیدی با کارایی بالاتری ساخته شدند و انواع جدیدی از انرژی هاروستینگ، مانند انرژی مکانیکی و انرژی حرارتی، نیز توسعه یافتند.
در دهه‌های اخیر، تحقیقات در زمینه انرژی هاروستینگ با سرعت بیشتری ادامه یافته است. این تحقیقات بر بهبود کارایی سلول‌های خورشیدی و سایر فناوری‌های انرژی هاروستینگ متمرکز است. همچنین، تلاش‌هایی برای توسعه کاربردهای جدید برای انرژی هاروستینگ صورت گرفته است.

#### ادوار مختلف تاریخچه انرژی هاروستینگ
تاریخچه انرژی هاروستینگ را می‌توان به پنج دوره زیر تقسیم کرد:
- دوره اولیه (قرن نوزدهم): در این دوره، تحقیقات اولیه در زمینه انرژی هاروستینگ انجام شد.
- دوره توسعه (قرن بیستم): در این دوره، پیشرفت‌های تکنولوژیکی باعث شد که انرژی هاروستینگ به یک فناوری قابل‌اعتماد و مقرون‌به‌صرفه تبدیل شود.
- دوره تجاری‌سازی (دهه‌های 1980 و 1990): در این دوره، انرژی هاروستینگ به طور تجاری مورد استفاده قرار گرفت.
- دوره رشد سریع (دهه‌های 2000 و 2010): در این دوره، تحقیقات در زمینه انرژی هاروستینگ با سرعت بیشتری ادامه یافت و کاربردهای جدیدی برای این فناوری توسعه یافت.
- دوره آینده (دهه‌های 2020 و 2030): انتظار می‌رود که انرژی هاروستینگ در این دوره به یک فناوری مهم و پرکاربرد تبدیل شود.